# 御龍酒店
萬龍酒店（英語：Royal Dragon Hotel）是澳門一家三星級酒店，位於新口岸果亞街61-77號，樓高11層及4層地庫，共有144間客房，在內亦設有娛樂場設施。

## 歷史
2017年9月27日，酒店及娛樂場盛大開業，由酒店董事長陳明金主持，多位政商名人均有出席。酒店內設有20張賭檯，並計劃增至25張。酒店設有144間客房，娛樂場位於酒店大堂側及一樓。
2020年2月14日，受COVID-19疫情影響，該酒店一度暫停營業。
2022年6月17日，據葡文電台報道，商人陳明金已與澳博達成協議，讓金龍、萬龍、御龍三間衛星場繼續營運至2022年年底。
2022年12月，新輪十年期賭牌合同於2023年1月1日生效，七間“衛星賭場”包括御龍娛樂場於2023年1月1日結束營運。

## 被政府徵用作隔離設施

### 首次被徵用作“指定醫學觀察酒店”用途
2020年3月26日起，因應海外返澳人士和COVID-19疫情個案增加，澳門特區政府借用位於澳門半島 (外港填海區9街)、擁有144個房間的御龍酒店，成為首輪疫情中第十間被用作“指定醫學觀察酒店”用途。對於該酒店內的博彩設施能否營業？衛生局局長李展潤表示，酒店與娛樂場出入口各自分開，進入娛樂場的人士不會接觸到正在酒店內進行隔離醫學觀察的人士。衛生當局經評估後，認為該娛樂場具條件維持營運。
2020年4月13日，因應隔離人士減少，該酒店清空並不用作“醫學觀察酒店”用途。

### 第二次被徵用作“指定醫學觀察酒店”用途
2020年12月20日，該酒店再被政府徵用作隔離設施，用作「指定醫學觀察酒店」用途，只限澳門居民及其同行親屬入住。
2021年1月3日，酒店第二度清空，根據衛生當局的指導作消毒清潔，完成後將不再作為醫學觀察指定酒店。

### 被用作“紅碼人士專用酒店”
2022年11月30日，該酒店被用作“紅碼人士專用酒店”用途。

## 設施

### 客房
酒店設有144間套房。

### 餐飲
- 御龍寶中餐廳（內部裝修，暫停營業）
- 御龍宮西餐廳
- 御龍昇酒吧

### 御龍娛樂場
位於該酒店大樓內地面層及一層，設有獨立出入口，提供25張賭桌，由澳門博彩股份有限公司經營及管理。2022年6月，商人陳明金將旗下的娛樂場交由澳娛綜合營運；2023年1月1日，因應新十年期賭牌合同生效，該娛樂場正式結束營運。

## 爭議
2017年9月，御龍酒店和娛樂場開業之際，同年9月12日博監局回覆查詢時表示未收到轉移賭檯之申請。但在9月初，有本地紙媒收到報料指在酒店外地面層看到有「御龍娛樂場」和「摩卡」的招牌，並在裡頭看到有賭檯。同年9月18日，博彩監察協調局局長陳達夫向傳媒宣稱未收到該娛樂場申請賭檯。在同年9月26日上午，傳媒在追問時，陳達夫證實已收到申請，如獲得批准將通知傳媒。不足半天後，於同年9月26日傍晚消息傳出申請已通過，陳達夫於晚上接受本地另一間紙媒回覆查詢時證實相關消息。而早在澳門立法會選舉前夕，有博彩媒體發佈多篇相關報道，唯向相關負責人或娛樂場作出回應，時任澳博 (常務董事) 的梁安琪亦回應對此事表示不知情。

## 鄰近建築／景點
- 澳門理工大學
- 何賢公園
- 澳門中聯辦
- 利澳酒店
- 澳門綜藝館